# Château d'Antoing
Le château d'Antoing, sis sur la rive droite de l'Escaut, à 6 kilomètres au sud de Tournai et au cœur de la ville d'Antoing (Région wallonne de Belgique), est un château dont les origines remontent au XIIe siècle. Entièrement rebâti en style néogothique au XIXe siècle, il est depuis plusieurs générations une des résidences de la famille des princes de Ligne. Classé au patrimoine de Wallonie depuis 1949, le château n'est accessible aux visiteurs que lors de visites organisées par la ville d’Antoing.

## Un château au cours des âges
Point névralgique, Antoing offrait aux seigneurs du "trou d'Antoing" une vue imprenable sur la plaine allant de Tournai à Mons et dont les terres descendaient jusqu'à l'Escaut. Le parc actuel domine toujours ce cours d'eau.
C’est au Xe siècle qu’apparaît la première trace d’une motte castrale à Antoing. Ce n’était qu’un retranchement entouré d’une palissade, destiné à la défense du pays et à servir de refuge aux habitants en cas de danger.  
Inspiré des camps romains, ce « château » primitif était sans doute modeste : une simple élévation de terrain couronnée par une construction de bois, cernée par une palissade et ceinturée par un fossé large et profond afin d’obliger les assaillants à se servir d’échelles pour investir la place.
Au XIIe siècle, cette palissade de bois est remplacée par une enceinte de pierre dont les bases sont identiques à celle de l’enceinte actuelle. Un solide donjon y est aussi implanté.
Au XVe siècle, de 1436 à 1452, le donjon, alors jugé rudimentaire, est reconstruit et transformé en une demeure luxueuse et confortable pour l’époque.
Les fortifications anciennes y sont consolidées et adaptées à l’apparition de l’artillerie : murs épais, tours rondes, canonnières. Un système défensif de première ligne, le bolwerk (Barbacane), est ajouté en avant du châtelet d’entrée. Servant de poste d’observation, c’est aussi un poste avancé qui protège le châtelet d’entrée des tirs d’artillerie. 
Au XVIe siècle, un corps de logis est construit à côté du châtelet d’entrée. Une tour en briques est accolée à l’ancien donjon. Cette tour de briques est la plus haute du château actuel. 
Au XIXe siècle, on fait appel à l'architecte Clément Parent, élève d'Eugène Viollet-le-Duc, pour redonner à l'édifice l'aspect néogothique qu'on lui connait aujourd'hui.
Au XXe siècle (en 1901) le château, inhabité depuis une douzaine d’années, et ses communs sont aménagés pour y recevoir les jésuites français et leurs étudiants du collège de Lille que les lois de 1901 et 1904 ont contraint à l’exil. Le ‘collège du Sacré-Cœur’, étant donné l’exiguïté des lieux, ne compta jamais plus de 100 étudiants, tous pensionnaires, se préparant aux examens d’entrée aux grandes écoles de l’État français. Parmi eux : Charles de Gaulle, étudiant à Antoing de 1905 à 1908.  En 1914, les 16 enseignants durent partir pour faire place à un hôpital allemand.

## Les familles qui s’y sont succédé

### Les d’Antoing
Un certain Sohier, homme d’armes, aurait été seigneur d’Antoing à la fin du XIe siècle. Il aurait établi sa tour près d’une collégiale du VIIe siècle sur une colline dominant l’Escaut. On sait aussi que ce personnage était avoué du domaine ecclésiastique. Avec le temps, les seigneurs d’Antoing deviendront chevaliers puis barons. Ils finiront par dominer le chapitre et agrandiront leurs biens au détriment des chanoines. En 1302, Hugues V, partisan du roi de France Philipe le Bel, est tué à la Bataille des éperons d'Or, à Groeninghe. La lignée des Antoing s’éteindra, en 1353, avec son unique héritière, Isabelle d’Antoing. Celle-ci avait épousé en 1327 Jean de Melun, seigneur de Tancarville et de Montreuil-Bellay.

### Les Melun
Antoing et son château passent ainsi aux mains de la puissante maison de Melun, à laquelle on doit une bonne part des constructions médiévales en place. À la mort de Marie de Melun d'Epinoy, épouse de Lamoral Ier de Ligne depuis 1584, en 1634, le château d’Antoing passe aux mains de cette famille qui en est toujours propriétaire.

### Les princes de Ligne
La maison de Ligne est l’une des familles les plus anciennes de Belgique. Son origine remonte au XIe siècle et son nom vient du village dont elle est originaire. Au fil des générations et des successions, un partage a eu lieu :  le château d’Antoing appartient à la branche cadette des princes de Ligne qui portent le nom de princes de Ligne-la Trémoïlle, tandis que la branche aînée des princes de Ligne possède le château de Belœil.

## Les personnalités qui ont séjourné dans le domaine
Elles sont nombreuses mais voici une liste des plus importants:
- En 1341, Jacques van Artevelde
- En 1464, Philippe le Bon, Duc de Bourgogne.
- En 1468, Charles le Téméraire, fils de Philippe le Bon
- En 1513, L’empereur Maximilien d’Autriche et sa fille la duchesse de Savoie. Henri VIII.
- En 1546, Charles Quint et son fils Philippe II.
- En 1565, Les Chefs des Gueux : Egmont, Hornes, Brederode, Marnix van St Aldegonde. De même que Guillaume le Taciturne, Prince d’Orange-Nassau, chef des précédents.
- En 1670, le roi de France Louis XIV lors des travaux de Vauban à Tournai.
- De 1907 à 1908, Charles de Gaulle en tant qu’étudiant au collège des Jésuites français en exil.

## Décor de cinéma
Le château d'Antoing est le décor principal du film d'exploitation La Plus Longue Nuit du diable (1971) de Jean Brismée.
En fin avril 2015, le château a été le décor principal d'un épisode de la série: Les Petits Meurtres d'Agatha Christie s'intitulant: L'Étrange Enlèvement du petit Bruno " diffusé le 26 août 2016 ( Saison 2, épisode 12 )

## La légende du château
Comme bien d’autres, ce château aurait son revenant. Son histoire est la suivante : un jour, on ne sait plus vraiment à quelle époque, cela se perd dans la nuit du Moyen Âge, la forteresse fut attaquée. Elle fut prise et totalement détruite. Le baron d’Antoing, dont le nom n’est pas parvenu jusqu’à nous, périt au sein des ruines fumantes. Son ombre hanta par la suite le château rebâti.
La légende raconte que pour le voir il faut monter dans la grosse tour sur le coup de minuit. Au deuxième étage se trouve une petite chambre avec un miroir (véridique), et si l’on se regarde dans celui-ci alors nous apparaîtra une ombre, l’ombre d’un chevalier armé de pied en cap. Après quelques instants, celui-ci s’enfuira dans l’escalier en faisant entendre ses plaintes. Ce sont des soupirs sans fin, l’éternelle complainte du revenant, le fantôme du vieux baron.

## Galerie
|                    |
| Bâtiment principal |

|                    |
| Château vu du parc |

|                                         |
| Château pris de sous les arbres du parc |

|                                    |
| Château vu de la lisère des arbres |

|                            |
| Tour vu du pied du château |

|                                          |
| Donjon du château vu du chemin de Halage |

## Sources
- Le Moyen Âge au château d’Antoing, M-R. Rohart et A. Limbourg, distribué par l‘AGPB et l’office du tourisme d’Antoing dans le cadre des journées du patrimoine 2005.